# Арулаты
Арула́ты (монг. Арулад) — одно из племён, входивших в нирунскую ветвь монголов. В настоящее время этническая группа в составе дархатов Ордоса и шира-югуров.

## Этноним
Этноним арулад образован от слова ар. Название появилось из-за того, что носители его обитали по северным склонам горы. Наименование образовалось путем присоединения –л (-l) к основе слова ар (старописьм. монг. яз. aru) с добавлением аффикса -д (-d).

## История
Персидский историк Рашид ад-Дин в своей книге «Сборник летописей» отметил, что предки племени уряд имели трёх братьев: Хонхтон (Конхотон), Арулад (Арулат) и Уряуд Килинкут, от которых и образовались три племени. «Сокровенное сказание монголов» также гласит, что от одного из трех сыновей Хайду, младшего сына Чаужин Өртөгтэй, произошел род арулад. Исходя из некоторых источников, датирующих рождение Хайду 1025 г., можно предположить, что род арулад, основанный его внуком, появился примерно в конце XI в.
Арулаты, находясь в составе тайчиутов в конце XII в., обитали в верховьях р. Онон и Хэнтэйских гор. Боорчи из рода арулад дружил с Тэмучжином и вложил много сил и труда в создание Великого Монгольского государства. Во второй половине XIII в., когда был создан Чингисов онгон (место поклонения духам великого хана), именно на потомков Боорчи были возложены обязанности совершать обряды жертвоприношения и охранять священное место. С тех пор потомки арулатского Боорчи, составляя основное ядро дархатов Эджин хороо (название местности в Ордосе) Чингисхана, дошли до наших дней.

## Современность
В настоящее время арулаты входят в состав дархатов Ордоса и шира-югуров, проживающих в провинции Ганьсу.